# Kotla (Neder-Silezië)
Kotla (Duits: Kuttlau) is een dorp in het Poolse woiwodschap Neder-Silezië, in het district Głogowski. De plaats maakt deel uit van de gemeente Kotla en telt 1400 inwoners.